# Francis baron d'Allarde
Marie-François-Denis-Thérésa Le Roy d'Allarde, detto Francis baron d'Allarde (Besançon, 12 marzo 1778 – Parigi, 4 ottobre 1841), è stato un cantautore e drammaturgo francese.

## Biografia
Autore di canzoni e di molti testi di teatro, ha collaborato con i principali drammaturghi del suo tempo, tra i quali: Armand d'Artois, Achille d'Artois, Emmanuel Théaulon, Gabriel de Lurieu, Marc-Antoine Madeleine Désaugiers e molti altri.
È sepolto al cimitero di Père-Lachaise.

## Opere
- 1798: Arlequin aux Petites Maisons, folie in 1 atto e in prosa
- 1799: Les Dieux à Tivoli, ou l'Ascension de l'Olympe, in 1 atto e in vaudevilles, con Charles-Guillaume Étienne, Morel e Joseph Servières
- 1801: La Martingale, ou le Secret de gagner au jeu, arlequinade-vaudeville in 1 atto e in pros, con Joseph Servières
- 1802: Lui-même, opéra-comique in 1 atto
- 1804: Caponnet, ou l'Auberge supposée, vaudeville in 1 atto, con René de Chazet
- 1804: C'est ma femme, vaudeville in 1 atto, con Marc-Antoine Madeleine Désaugiers
- 1804: Deux pour un, commedia in 1 atto, con de Chazet
- 1804: L'École des Gourmands, vaudeville in 1 atto, con de Chazet e A.-M. Lafortelle
- 1804: L'Hôtel de Lorraine, ou la Mine est trompeuse, in 1 atto, con de Chazet e Lafortelle
- 1804: M. Pistache, ou le Jour de l'an, folie in 1 atto, con Désaugiers
- 1804: Mylord Go, ou le 18 brumaire, tableau-impromptu in 1 atto, con Désaugiers
- 1804: Oh! que c'est sciant, ou Oxessian, con Désaugiers
- 1804: L'Un après l'autre, ou les Deux trappes, commedia in 1 atto, con Désaugiers
- 1805: Arlequin Musard, ou J'ai le temps, vaudeville-parade in 1 atto e in prosa, con Désaugiers
- 1805: Arlequin tyran domestique, in 1 atto, con Désaugiers e Mathieu-Jean-Baptiste Nioche de Tournay
- 1805: Les Chevilles de Maître Adam, menuisier de Nevers, ou les Poètes artisans, commedia in 1 atto, con Charles-François-Jean-Baptiste Moreau de Commagny;
- 1805: Les Femmes colères, divertissement in 1 atto, in prosa, con Emmanuel Dupaty e Moreau de Commagny;
- 1806: Boileau à Auteuil, commedia in 1 atto e in prosa, mista a vaudevilles, con Moreau de Commagny;
- 1806: Faut-il se marier ?, commedia in 2 atti, con Lafortelle
- 1806: Gallet, ou le Chansonnier droguiste, commedia in 1 atto, in prosa, mista a vaudevilles, con Moreau de Commagny;
- 1806: Le Vieux Chasseur, commedia in 3 atti, con Désaugiers
- 1806: Ma tante Urlurette, ou le Chant du coq, folie-vaudeville in 1 atto, con Désaugiers
- 1806: Une matinée du Pont-Neuf, divertissement-parade in 1 atto, con Désaugiers, Michel Dieulafoy e Dupaty
- 1806: Mars in Carême, ou l'Olympe au Rocher de Cancale, folie-vaudeville in 1 atto e in prosa, con Désaugiers
- 1806: Monsieur Giraffe, ou La Mort de l’ours blanc, vaudeville in 1 atto, con Auguste-Mario Coster, de Chazet, Désaugiers, Georges Duval, Jean-Toussaint Merle, Commagny, André-Antoine Ravrio e Servières
- 1807: Les Bateliers du Niémen, vaudeville in 1 atto, in prosa, in occasione della pace, seguito da un divertissement, con Désaugiers e Moreau de Commagny
- 1807: Une journée chez Bancelin, commedia in 1 atto, in prosa, con Moreau de Commagny
- 1807: Le Loup-garou, commedia in 1 atto e in prose, con Maurice Ourry
- 1807: Le Panorama de Momus, prologo d'inaugurazione, in prosa e in vaudevilles, per la nuova sala del Théâtre des Variétés, con Désaugiers e Moreau de Commagny
- 1807: Taconnet chez Ramponneau, ou le Réveillon de la Courtille, commedia folie in 1 atto, in prosa con Désaugiers e Moreau de Commagny
- 1808: Comme ça vient et comme ça passe, commedia in 1 atto
- 1808: Haine aux hommes, commedia in 1 atto e in vaudevilles, con Moreau de Commagny;
- 1808: Mincétoff, parodia di Menzikoff, con Desaugiers e Moreau de Commagny;
- 1809: Jocrisse aux enfers, ou l'Insurrection diabolique, vaudeville infernale in 1 atto e in prosa, con Désaugiers
- 1809: Le Gâteau des rois, commedia sbarazzina in 1 atto;
- 1813: Monsieur Brouillon, ou l'Ami de tout le monde, commedia in 1 atto, in prosa;
- 1813: Monsieur Crouton, ou l'Aspirant au salon, pièce sbarazzina in 1 atto, con Lafortelle e Moreau de Commagny;
- 1814: Les Étourdis in voyage, ou Chacun son tour, commedia in 1 atto
- 1814: L'Homme entre deux âges, commedia in 1 atto, con Sewrin
- 1814: Monsieur Crouton, ou l'Aspirant au Salon, pièce sbarazzina in 1 atto, con Lafortelle
- 1819: La Féerie des arts, ou le Sultan de Cachemire, folie-féerie vaudeville in 1 atto, con Armand d'Artois e Gabriel de Lurieu
- 1820: Les Visites à Momus, folie-vaudeville in 1 atto, con Armand d'Artois e de Lurieu
- 1821: Les Étrennes du vaudeville, ou la Pièce impromptu, folie-parade in 1 atto, con Désaugiers e Michel-Joseph Gentil de Chavagnac
- 1821: Les Joueurs, ou la Hausse et la baisse, commedia in 1 atto, mista a distici, con Moreau de Commagny;
- 1821: La Marchande de goujons, ou les Trois Bossus, vaudeville sbarazzino in 1 atto, con Armand d'Artois
- 1821: Le Ministériel, satira
- 1821: La Nina de la rue Vivienne, con Armand d'Artois e de Lurieu
- 1821: Monsieur Lerond, commedia-vaudeville in 1 atto, con de Lurieu
- 1821: Les Moissonneurs de la Beauce, ou le Soldat laboureur, commedia in 1 atto, con Nicolas Brazier e Théophile Marion Dumersan[5]
- 1822: Les Cris de Paris, tableau in 1 atto, con Armand d'Artois e Antoine Simonnin
- 1822: La Fille mal gardée, ou La coupe des foins, commedia-vaudeville in 1 atto, con Brazier e Dumersan
- 1822: Oreste et Pilade, parodia, con Armand d'Artois
- 1822: Les Petits attours, ou les Merveilles à la mode, commedia-vaudeville in 1 atto, con Dumersan e Brazier
- 1823: Les Amours de village, vaudeville in 1 atto, con Achille d'Artois
- 1823: L'Enfant de Paris, ou le Débit de consolations, con Armand d'Artois e de Lurieu[6]
- 1823: Polichinelle aux eaux d'Enghien, tableau-vaudeville in 1 atto, con Armand d'Artois e Xavier B. Saintine
- 1823: Le Polichinelle sans le savoir, commedia-parade con Armand d'Artois e Armand-François Jouslin de La Salle, ed. Barba[7]
- 1823: Le Fabricant, ou la Filature, commedia-vaudeville in 1 atto, con Brazier
- 1823: Guillaume, Gautier et Garguille, ou le Cœur et la pensée, con Armand d'Artois e de Lurieu
- 1823: Partie et revanche, commedia-vaudeville in 1 atto, con Brazier e Eugène Scribe
- 1823: La Petite Babet, ou les Deux gouvernantes, commedia-vaudeville in 1 atto, con Armand d'Artois
- 1823: La Route de Poissy, vaudeville in 1 atto, con Armand d'Artois
- 1824: Chansons
- 1824: Les deux boxeurs ou les Anglais de Falaise et de Nanterre, folie parade in un atto, con Désaugiers e Simonnin
- 1824: La Famille du porteur d'eau, commedia-vaudeville in 1 atto, con Armand d'Artois
- 1824: Les Personnalités, ou le Bureau des cannes, vaudeville in 1 atto, con de Lurieu e Armand d'Artois
- 1824: L'École des ganaches, con Armand d'Artois e de Lurieu
- 1824: Monsieur Antoine, ou le N̊ 2782, vaudeville in 1 atto, con Saintine
- 1824: Thibaut et Justine, ou le Contrat sur le grand chemin, commedia in 1 atto, con Armand d'Artois e de Lurieu
- 1824: Les Ouvriers, ou Les bons enfans, commedia sbarazzina in 1 atto, con Dumersan e Brazier
- 1824: Le Magasin de masques, folie carnevalesca in 1 atto, con Brazier e de La Salle
- 1824: L'imprimeur sans caractère, ou Le classique et le romantique, con Armand d'Artois e de Lurieu
- 1824: Les Quinze, ou les Déménagements, commedia-vaudeville in 1 atto, con Frédéric de Courcy e Ferdinand Langlé
- 1825: Les Deux Jockos, in 1 atto, con Armand d'Artois e de Lurieu
- 1825: Le Champenois, ou les Mystifications, commedia-vaudeville in 1 atto, con Achille e Armand d'Artois
- 1825: Les attours à l'auberge, commedia in 1 atto, con Maurice Alhoy e de La Salle
- 1825: Le Commissaire du bal, ou l'Ancienne et la nouvelle mode, commedia in 1 atto, con Armand d'Artois
- 1825: La Grand'Maman, ou le Lendemain de noces, commedia-vaudeville in 1 atto, con Achille e Armand d'Artois
- 1825: Les Lorrains, con Armand d'Artois e de Lurieu
- 1825: La Vogue, vaudeville à grand spectacle, con Maurice Alhoy e de La Salle
- 1825: Le Centenaire ou la Famille des Gaillards, commedia-vaudeville in 1 atto con Emmanuel Théaulon e Armand d'Artois
- 1826: Les Inconvéniens de la diligence, ou Monsieur Bonnaventure, 6 tableaux-vaudeville, con Armand d'Artois e Théaulon
- 1826: Le Candidat, ou l'Athénée de Beaune, commedia-vaudeville in 5 atti, con Théaulon
- 1826: Le Capitaliste malgré lui, commedia-vaudeville in 1 atto, con Armand d'Artois e Saintine
- 1826: Le Centenaire, ou la Famille des Gaillards, commedia-vaudeville in 1 atto, con Armand d'Artois
- 1826: Les Jolis Soldats, tableau militare, con Armand d'Artois
- 1826: Le Médecin des théâtres, ou les Ordonnances, tableau in 1 atto, con Armand d'Artois e Théaulon
- 1826: M. François, ou Chacun sa manie, commedia in 1 atto, con Armand d'Artois
- 1826: La Salle des pas perdus, tableau in 1 atto e in vaudeville, con Langlé e de Courcy
- 1826: Les Trous à la lune, ou Apollon in faillite, in un atto, con Théaulon e Armand d'Artois
- 1826: Le Protecteur, commedia-vaudeville in 1 atto, con Armand d'Artois e Théaulon
- 1827: Clara Wendel, ou la Demoiselle brigand, commedia-vaudeville in 2 atti, con Théaulon
- 1827: Les Deux Matelots, ou le Père malgré lui, commedia-vaudeville in 1 atto, con Armand d'Artois
- 1827: Les Forgerons, commedia-vaudeville in 2 atti, con Armand e Achille d'Artois
- 1827: La Halle au blé, ou l'Amour et la morale, con Armand d'Artois e Charles Nombret Saint-Laurent
- 1827: L'Homme de Paille, commedia in 1 atto, con Achille e Armand d'Artois
- 1827: Les Trois faubourgs, ou le Samedi, le dimanche et le lundi, commedia-vaudeville in 3 atti, con Armand d'Artois
- 1828: Les Employés, commedia-vaudeville in 1 atto, con Alhoy
- 1828: Jean Pacot, ou Cinq Ans d'un conscrit, vaudeville in 5 atti, con Armand d'Artois
- 1828: La Veille et le lendemain, ou Il faut bien aimer son mari, commedia-vaudeville in 2 atti, con Armand e Achille d'Artois
- 1830: Une nuit au Palais-Royal, ou la garde nationale in 1830, tableau vaudeville in un atto, con Auguste Anicet-Bourgeois
- 1830: Robespierre ou le 9 thermidor, dramma in 3 atti e 9 quadri, con Bourgeois
- 1831: Le Boa, ou le Bossu à la mode, commedia-vaudeville in 1 atto, con Achille d'Artois e Francis Cornu
- 1832: Tom-Rick, ou le Babouin, pièce in 3 atti, con Armand d'Artois e Cornu
- 1835: Les Enragés, tableau in 1 atto, con Brazier e Armand d'Artois
- 1857: Les Épouseux d'campagne, vaudeville in 1 atto